# Paphiopedilum venustum
Paphiopedilum venustum là một loài lan phân bố từ miền đông Nepal đến đông bắc Bangladesh.

## Hình ảnh

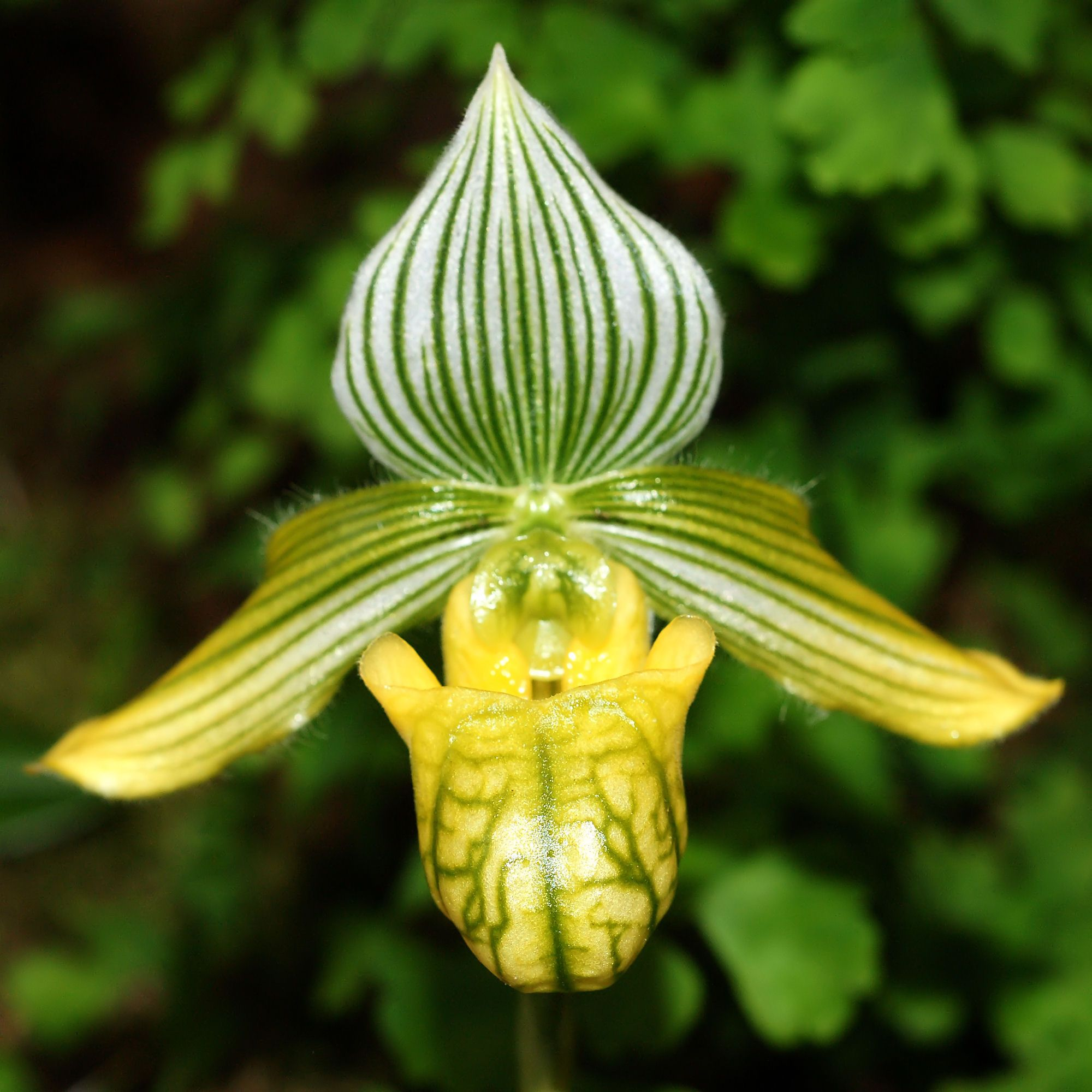
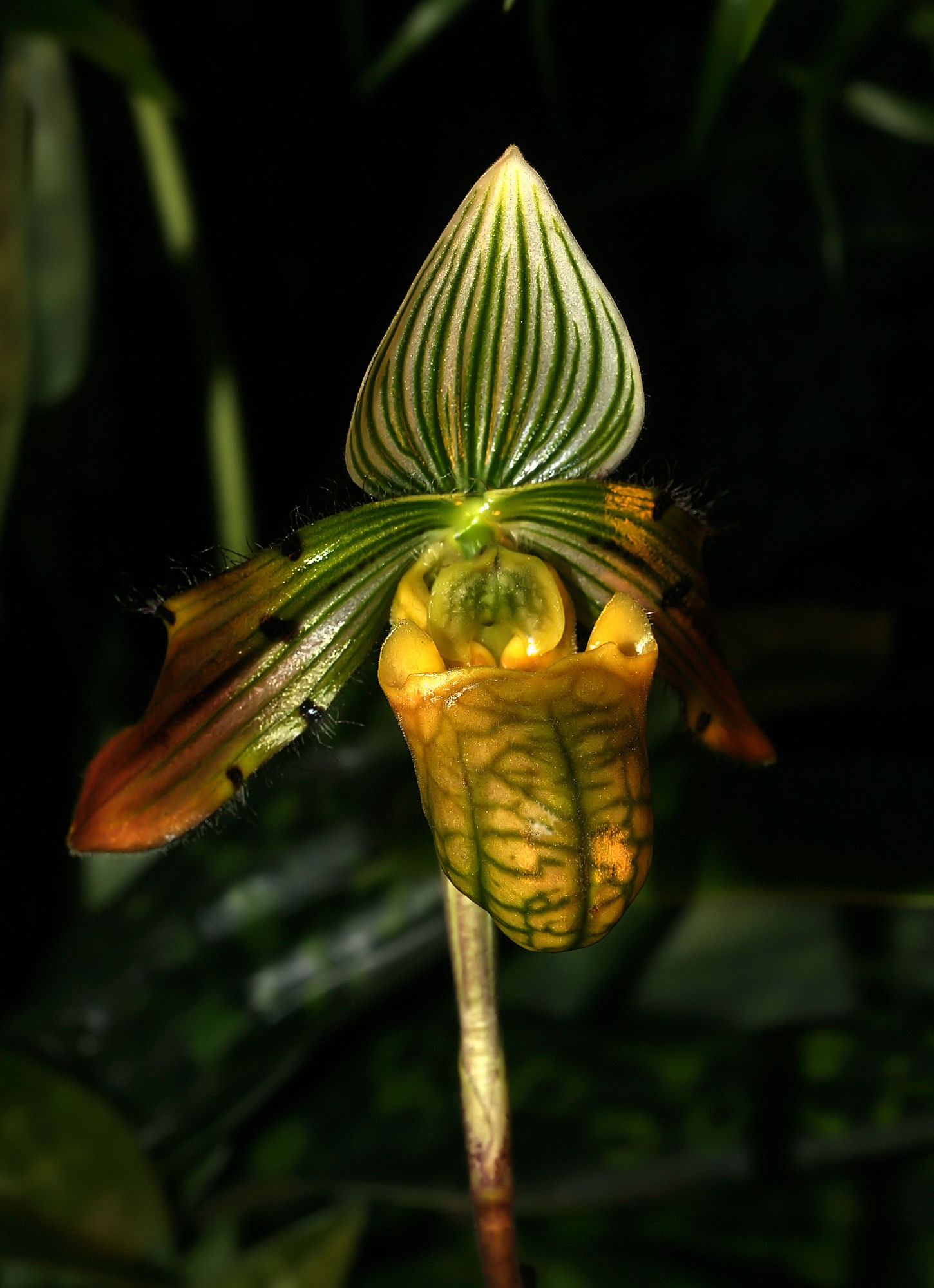